# چسنات هیل (ماساچوست)
چسنات هیل (به انگلیسی: Chestnut Hill) یک روستا در ایالات متحده آمریکا است که در شهرستان نورفک، ماساچوست واقع شده‌است.